# سعدی یونس
سعدی یونس (انگلیسی: Saadi Younis; ۱ ژوئیهٔ ۱۹۵۳ – ۸ اکتبر ۲۰۱۹) بازیکن فوتبال اهل عراق بود.
وی همچنین در تیم ملی فوتبال عراق بازی کرده‌است.